# Piló de la Xemeneia
El Piló de la Xemeneia és una muntanya de 2.592 m alt situada en un contrafort nord de l'eix de la serralada principal dels Pirineus, en el terme comunal de Fontpedrosa, de la comarca del Conflent, a la Catalunya del Nord.
Està situat al nord-est del centre de la part meridional de la comuna de Fontpedrosa, a la carena que separa les valls de la Riberola, al nord-oest, i del Torrent de Carançà, al sud-est. És al nord-est del Pic de Monellet i al sud-oest del Puig Rodon.